# زین بانتون
زین بانتون (انگلیسی: Zane Banton؛ زادهٔ ۲۳ مهٔ ۱۹۹۶) بازیکن فوتبال اهل بریتانیا است.
از باشگاه‌هایی که در آن بازی کرده‌است می‌توان به باشگاه فوتبال واتفورد اشاره کرد.